# 大森禅戒
大森 禅戒（おおもり ぜんかい、明治4年7月14日（1871年8月29日） - 昭和22年（1947年）2月4日）は、日本の曹洞宗の僧侶。旧姓は八木。号は活龍。山梨県慈照寺住職・駒澤大学教授・曹洞宗管長・永平寺70世貫首・總持寺独住11世貫首。

## 略歴
福井県坂井郡丸岡町出身。明治18年（1885年）に地元の台雲寺住職大森董戒の下で出家。明治29年（1896年）に曹洞宗大学林（現、駒澤大学）を卒業後、比叡山・高野山・東大寺に内地留学。29歳で曹洞宗大学林学監兼教授となった。
その後、明治37年（1904年）2月からアメリカ・イギリス・ドイツの大学に留学し、最後はインドに立ち寄って明治44年（1911年）8月に帰国。
その後もヨーロッパやハワイ、アメリカなどに赴き、視察や布教などを行うなど、国際的にも活躍した。
教学部長、山梨県慈照寺住職、駒澤大学教授、永平寺臨時監院を務めた後、昭和9年（1934年）から昭和12年（1937年）まで駒澤大学学長に就任。永平寺東京出張所監院を経て、昭和15年（1940年）には曹洞宗管長に就任し、昭和16年（1941年）4月には、總持寺独住11世となり、6月には鈴木天山の後を継いで永平寺第70世貫首となったが、入山式の直後に引退を表明、以後は自分の研究に打ち込んだ。
昭和22年（1947年）、脳溢血のため遷化。

## 著書

### 論文
- CiNii>大森禅戒
- INBUDS>大森禅戒